# 來復
來復（？—1630年），字陽伯，號星海，陕西西安府三原縣人。明朝政治人物。

## 生平
萬曆三十四年（1606年）丙午科舉人，萬曆四十四年（1616年）中丙辰科進士，户部觀政，初授户部主事，四十六年管臨清鈔關，四十八年晋貴州司郎中，密雲管粮。天启元年（1621年）九月升四川提学副使，后降布政司右参议，五年四月升山西冀北道副使，六年十二月升本省易州道右参政，七年二月改任浙江右参政、备兵淮扬。崇祯元年六月，升河南按察使，二年升山西右布政使，三年卒。
性通慧，诗文、书、画皆精。山水穷诸家微妙，格力俱胜。琴、棋、剑器，百工技艺无不适晓。惟未习女红刺绣，至吴门学之旬日，吴中女红俱叹赏焉。

## 家族
曾祖来时廉，封浙江道监察御史。祖来贺，大同府同知、进阶朝列大夫。父來儼然，直隶太和县知县、兵部职方司主事，任至按察司佥事。子来嗣绩、来嗣徽、来嗣厚。